# اتحادیه کوشودانگا
اتحادیه کوشودانگا یک منطقهٔ مسکونی در بنگلادش است که در اوپازیلای کالاروآ واقع شده‌است.